# Nicola Sturgeonová
Nicola Sturgeonová, nepřechýleně Nicola Sturgeon (* 19. července 1970, Irvine) je skotská právnička, v letech 2014 až 2023 premiérka Skotska a vůdkyně Skotské národní strany.

## Politická kariéra
Navštěvovala veřejnou školu v rodném Irvine, posléze zahájila studium práv na Glasgowské univerzitě. Do Skotské národní strany (SNP), která usiluje o nezávislost na Spojeném království, vstoupila již v šestnácti letech.
Od listopadu 2014 do března 2023 byla skotskou premiérkou.
V červnu 2023 byla zadržena a následně bez obvinění propuštěna v souvislosti s probíhajícím vyšetřováním financování Skotské národní strany.
Je vdaná a žije v největším skotském městě Glasgow.